# Sun Tong
Sun Tong (孙通; Tai'an, 1722 – ...) è stato un insegnante cinese.
孙通, Sun Tong (in Pinyin), zi Jikuan (季宽). È un insegnante di arti marziali cinesi che ha trasmesso il Mizongquan.

## Biografia
Sun Tong è originario di Tai'an (泰安) nello Shandong. È nato nel 1722 e fin dall'infanzia si è appassionato di arti marziali cinesi. Si trasferì a Yanzhou (兖州) nella zona di Jining in Shandong, per apprendere il Wushu dal maestro Zhang (se ne conosce solo il cognome). Dopo dieci anni di lavoro assiduo egli divenne particolarmente versato nelle tecniche di gamba, tanto che venne soprannominato “Sun la gamba di ferro”. Trovandolo intelligente, costante, dotato, ma non temprato, il maestro Zhang gli consigliò di percorrere il paese e di studiare le arti marziali presso i grandi maestri di altre scuole. Dopo numerosi anni di viaggio, si fermò a studiare al monastero Shaolin dove si guadagnò il nome di “Sun Tong la gamba di ferro prestigiosa”.
Quando Sun Tong tornò a casa del maestro Zhang, la figlia di questi (Zhang Yulan张玉兰) lo ingaggio in combattimento e venne uccisa per sbaglio da lui. Preso dai rimorsi si mise nuovamente ad errare per il paese, fino a quando, negli ultimi anni di vita si fermò ad insegnare nel villaggio Yaoguantun (姚官屯) del distretto di Cangxian (沧县) in Hebei. Sun Tong insegnò a circa un centinaio di studenti e cinque di essi sono coloro che hanno trasmesso lo stile Mizongquan fino a noi. Tra i suoi studenti ricordiamo: Chen Shan (陈善), Zhang Yaoting (张耀庭), Wang Jiwu (), Yang Hongbin (杨鸿宾), ecc.